# Jardim Novo Mundo
Jardim Novo Mundo é um bairro situado na região leste de Goiânia.
As terras que hoje compreendem o bairro pertencia a família Morais, que residia no extinto município de Campinas. A região foi loteada durante a década de 1950. O desenvolvimento para o Jardim Novo Mundo somente ocorreu décadas depois. Uma das principais dificuldades era a proximidade com a BR-153 e da colônia Santa Marta, que abrigava portadores de hanseníase. O Jardim Novo Mundo cresceu exponencialmente a partir dos anos 1990.
Segundo dados do Instituto Brasileiro de Geografia e Estatística (IBGE), divulgados pela prefeitura, no Censo 2010 a população do Jardim Novo Mundo era de 35 328 pessoas, sendo assim o terceiro bairro mais populoso da cidade.